# Journée nationale des aidants
La journée nationale des aidants, consacrée aux « aidants » en France, est célébrée chaque année le 6 octobre. 
Un aidant est une personne qui prend soin au quotidien d'un proche âgé, malade, ou en situation de handicap. 
En 2013, cette aide bénévole a été évaluée comme représentant une contribution annuelle de l'ordre de 164 milliards d'euros . 
La France compterait aujourd'hui 11 millions d'aidants, dont une majorité de femmes. 48 % d'entre elles développent une maladie chronique liée au stress et à l'épuisement [source ?], d'où l'intérêt d'apporter des aides à ces aidants et de les reconnaitre à travers une journée qui leur est consacrée. 
La Journée Nationale des Aidants rassemble les initiatives sur tout le territoire français.

## Historique
La première « journée nationale des aidants » a lieu en octobre 2010.
En 2013, une vingtaine d'évènements sont organisés dans la France entière.
À Paris, le café Monde et Médias ouvre ses portes pour faire découvrir au public le quotidien des aidants, à travers des témoignages, des échanges, la présentation de dispositifs d'aide innovants,.